# Гідрофільність

Гідрофі́льність (англ. hydrophilics, wetting ability, water receptivity) — здатність деяких речовин змочуватися водою. Гідрофільність — окремий випадок ліофільності (ліофільність у відношенні до води).
Це несильно виражена взаємодія між молекулами води та речовини, що переважає міжмолекулярну взаємодію між молекулами одного виду, тобто це здатність деяких речовин змочуватися водою.
Гідрофільність речовин можна підсилити доданням в суспензію або гідросуміш спеціальних речовин-змочувачів.